# Родман, Томас
Томас Джексон Родман (англ. Thomas Jackson Rodman; 31 июля 1816, Сейлем, Вашингтон (округ, Индиана) — 7 июня 1871) — американский кадровый военный офицер, подполковник Армии США, артиллерист, изобретатель, специалист по боеприпасам.

## Биография
Окончил в 1841 году Военную академию в Вест-Пойнте.
Изобрел прибор для измерения давления газа в артиллерийских орудиях. Особо известен разработкой так называемого орудия Родмана, которое в различных размерах широко использовалось в береговой обороне США и было названо «самой сильной чугунной пушкой из когда-либо созданных».
В 1845 году изготовил чугунные пушки и тяжёлые гладкие зарядники у пушек, которые при отливании охлаждались холодной водой изнутри. Они применялись в Соединенных Штатах до 1875 года.
Т. Родман первый стал употреблять в 1862 году крупнозернистый порох для артиллерийских орудий.
Умер при исполнении служебных обязанностей на Рок-Айленде и был похоронен на Национальном кладбище Рок-Айленда.